# Tibellus zhui
Tibellus zhui är en spindelart som beskrevs av Tang och Song 1989. Tibellus zhui ingår i släktet Tibellus och familjen snabblöparspindlar. Inga underarter finns listade i Catalogue of Life.